# Goda vänner, trogna grannar (roman)
Goda vänner, trogna grannar är en roman skriven av Gösta Gustaf-Janson och utgiven 1955. Boken  filmatiserades 1960.

## Handling
Goda vänner trogna grannar handlar om tre familjer i Rydsholm; Frejer, Nilsson och Lindberg. Boken skildrar deras tilltrasslade relationer och vitt skilda personligheter.